# Jeannette Götte
Jeanette Götte est une footballeuse allemande née le 13 mars 1979 à Hagen (Rhénanie-du-Nord-Westphalie) évoluant au poste de défenseur.
Avec l'équipe d'Allemagne, elle décroche la médaille de bronze du tournoi olympique de Sydney 2000.

## Palmarès
- Médaille de bronze aux Jeux olympiques de Sydney en 2000[1]